# Bộ Kim (金)
Bộ Kim, bộ thứ 167 có nghĩa là "vàng" hoặc "kim loại" là 1 trong 9 bộ có 8 nét trong số 214 bộ thủ Khang Hy.
Trong Từ điển Khang Hy có 806 chữ (trong số hơn 40.000) được tìm thấy chứa bộ này.
Trong Ngũ hành của phương Đông, hành Kim (金) đại diện cho yếu tố "kim loại".

## Tự hình Bộ Kim (金)

Kim văn
Đại triện
Tiểu triện

## Chữ thuộc Bộ Kim (金)
| Số nét bổ sung | Chữ |
| -------------- | --- |
| 0              | 金 釒 钅 |
| 1              | 釓 釔 |
| 2              | 釕 釖 釗 釘 釙 釚 釛 釜 針 釞 釟 釠 釡 釢 |
| 3              | 釣 釤 釥 釦 釧 釨 釩 釪 釫 釬 釭 釮 釯 釰 釱 釲 釳 釴 釵 釶 釷 釸 釹 釺 釻 釼 |
| 4              | 釽 釾 釿 鈀 鈁 鈂 鈃 鈄 鈅 鈆 鈇 鈈 鈉 鈊 鈋 鈌 鈍 鈎 鈏 鈐 鈑 鈒 鈓 鈔 鈕 鈖 鈗 鈘 鈙 鈚 鈛 鈜 鈝 鈞 鈟 鈠 鈡 鈢 鈣 鈤 鈥 鈦 鈧 鈨 鈩 鈪 鈫 鈬                                                                                              |
| 5              | 鈭 鈮 鈯 鈰 鈱 鈲 鈳 鈴 鈵 鈶 鈷 鈸 鈹 鈺 鈻 鈼 鈽 鈾 鈿 鉀 鉁 鉂 鉃 鉄 鉅 鉆 鉇 鉈 鉉 鉊 鉋 鉌 鉍 鉎 鉏 鉐 鉑 鉒 鉓 鉔 鉕 鉖 鉗 鉘 鉙 鉚 鉛 鉜 鉝 鉞 鉟 鉠 鉡 鉢 鉣 鉤 鉥 鉦 鉧 鉨 鉩 鉪 鉫 鉬 鉭 鉮 鉯 鉰 鉱 鉲 鉳 鉴                      |
| 6              | 鉵 鉶 鉷 鉸 鉹 鉺 鉻 鉼 鉽 鉾 鉿 銀 銁 銂 銃 銄 銅 銆 銇 銈 銉 銊 銋 銌 銍 銎 銏 銐 銑 銒 銓 銔 銕 銖 銗 銘 銙 銚 銛 銜 銝 銞 銟 銠 銡 銢 銣 銤 銥 銦 銧 銨 銩 銪 銫 銬 銭 銮 銯 銰 銱                                                       |
| 7              | 銲 銳 銴 銵 銶 銷 銸 銹 銺 銻 銼 銽 銾 銿 鋀 鋁 鋂 鋃 鋄 鋅 鋆 鋇 鋈 鋉 鋊 鋋 鋌 鋍 鋎 鋏 鋐 鋑 鋒 鋓 鋔 鋕 鋖 鋗 鋘 鋙 鋚 鋛 鋜 鋝 鋞 鋟 鋠 鋡 鋢 鋣 鋤 鋥 鋦 鋧 鋨 鋩 鋪 鋫 鋬 鋭 鋮 鋯 鋰 鋱 鋲 鋳 鋴 鋵 鋶                               |
| 8              | 鋷 鋸 鋹 鋺 鋻 鋼 鋽 鋾 鋿 錀 錁 錂 錃 錄 錅 錆 錇 錈 錉 錊 錋 錌 錍 錎 錏 錐 錑 錒 錓 錔 錕 錖 錗 錘 錙 錚 錛 錜 錝 錞 錟 錠 錡 錢 錣 錤 錥 錦 錧 錩 錪 錫 錬 錭 錮 錯 錰 錱 録 錳 錴 錵 錶 錷 錸 錹 錺 錻 錼 錽 鏨 錿 鍀 鍁 鍂 鍃 鍄 鍅 鍆 |
| 9              | 錨 鍇 鍈 鍉 鍊 鍋 鍌 鍍 鍎 鍏 鍐 鍑 鍒 鍓 鍔 鍕 鍖 鍗 鍘 鍙 鍚 鍛 鍜 鍝 鍞 鍟 鍠 鍡 鍢 鍣 鍤 鍥 鍦 鍧 鍨 鍩 鍪 鍫 鍬 鍭 鍮 鍯 鍰 鍱 鍲 鍳 鍴 鍵 鍶 鍷 鍸 鍹 鍺 鍻 鍼 鍽 鍾 鍿 鎀 鎁 鎂 鎃 鎄 鎅 鎆 鎇 鎚                                     |
| 10             | 鎈 鎉 鎊 鎋 鎌 鎍 鎎 鎏 鎐 鎑 鎒 鎓 鎔 鎕 鎖 鎗 鎘 鎙 鎛 鎜 鎝 鎞 鎟 鎠 鎡 鎢 鎣 鎤 鎥 鎦 鎧 鎨 鎩 鎪 鎫 鎬 鎭 鎮 鎯 鎰 鎱 鎲 鎳 鎴 鎵 鎶 鎷 鎸 鎹 鎺 鎻 鎼 鎽 鎾 鎿                                                                         |
| 11             | 鏀 鏁 鏂 鏃 鏄 鏅 鏆 鏇 鏈 鏉 鏊 鏋 鏌 鏍 鏎 鏏 鏐 鏑 鏒 鏓 鏔 鏕 鏖 鏗 鏘 鏙 鏚 鏛 鏜 鏝 鏞 鏟 鏠 鏡 鏢 鏣 鏤 鏥 鏦 鏧 鏨 鏩 鏪 鏫 鏬 鏭 鏮 鏯 鏰 鏱 鏲 鏹                                                                                  |
| 12             | 鏳 鏵 鏶 鏷 鏸 鏺 鏻 鏼 鏽 鏾 鏿 鐀 鐁 鐂 鐃 鐄 鐅 鐆 鐇 鐈 鐉 鐊 鐋 鐌 鐍 鐎 鐏 鐐 鐑 鐒 鐓 鐔 鐕 鐖 鐗 鐘 鐙 鐚 鐛 鐜 鐝 鐞 鐟 鐠 鐡 鐢 鐣 鐤 鐥 鐦 鐧 鐨                                                                                  |
| 13             | 鏴 鐩 鐪 鐫 鐬 鐭 鐮 鐯 鐰 鐱 鐲 鐳 鐴 鐵 鐶 鐷 鐸 鐹 鐺 鐻 鐼 鐽 鐾 鐿 鑀 鑁 |
| 14             | 鑂 鑃 鑄 鑅 鑆 鑇 鑈 鑉 鑊 鑋 鑌 鑍 鑎 鑏 鑐 鑓 鑔 鑧 |
| 15             | 鑑 鑒 鑕 鑖 鑗 鑘 鑙 鑚 鑛 鑜 鑝 鑞 鑟 鑠 鑡 鑢 鑣 鑤 鑥 鑦 䥳 |
| 16             | 鑨 鑩 鑪 鑫 鑬 |
| 17             | 鑭 鑮 鑯 鑰 鑱 鑲 鑳 钄 |
| 18             | 鑴 鑵 鑶 鑷 鑸 鑹 鑺 |
| 19             | 鑻 鑼 鑽 鑾 |
| 20             | 鑿 钀 钁 钂 |
| 21             | 钃 |